# Crambionella stuhlmanni
Crambionella stuhlmanni är en manetart som först beskrevs av Chun 1896.  Crambionella stuhlmanni ingår i släktet Crambionella och familjen Catostylidae. Inga underarter finns listade i Catalogue of Life.